# 현대사계절축구장
현대사계절축구장(現代四季節蹴球場, Hyundai Sagyejeol Football Field)은 대한민국 영암군에 있는 축구 경기장이다. 천연잔디 축구장 2면이 갖춰져 있다. 현대삼호중공업이 조성하여 영암군청에 무상 기증한 후, 운영권을 양도받아 현대삼호중공업이 운영하고 있다.

## 참고 문헌
- 《전국 공공체육 시설 현황 (2017년말 기준)》. 대한민국 문화체육관광부. 2019. 2020년 7월 16일에 원본 문서에서 보존된 문서. 2019년 6월 26일에 확인함.

## 같이 보기
- 현대삼호중공업